# Странпутице (филм)
Странпутице  (енгл.Sideways) је америчка комедија-драма из 2004. године у режији Александра Пејна, по сценарију Џима Тејлора и Пејна. Филм је адаптација истоименог романа Рекса Пикета из 2004. Sideways и прати два мушкарца у четрдесетим годинама, Мајлса Рејмонда (Пол Џијамати), депресивног учитеља и неуспешног писца, и Џека Кола (Томас Хејден Черч), глумца чији је каријерни зенит прошао, који крећи на једнонедељно путовање у виногорје округа Санта Барбара да би прославили Џеково предстојеће венчање. Сандра Оу и Вирџинија Мадсен глуме жене које сусрећу током свог путовања. Филм је премијерно приказан на Међународном филмском фестивалу у Торонту 13. септембра 2004, а у САД је изашао 22. октобра 2004. године. Странпутице је добио широко признање критичара и сматра се једним од највећих филмова 2000-их. Номинован је за најбољи филм, најбољу режију, најбољег споредног глумца (Хаден Черч) и најбољу споредну глумицу (Медсен), освојивши награду за најбољи адаптирани сценарио на 77. додели Оскара.

## Заплет
Мајлс Рејмонд је необјављени писац, љубитељ вина и депресивни, средовечни наставник енглеског који живи у Сан Дијегу. Он води Џека Кола, свог пријатеља глумца који ће се ускоро оженити и бившег цимера са факултета, на путовање кроз виногорје долине Санта Инез. Џек сада ради комерцијалне гласовне улоге и планира да се придружи успешном послу свог будућег свекра са некретнинама. Убрзо након што путовање почне, Мајлс инсистира да стане да види своју мајку у Окнарду, јер је тада дан пре њеног рођендана. Те ноћи је украо хиљаду долара из њене собе. Њих двоје се искрадају следећег јутра како би избегли рођенданско окупљање.
Мајлс жели да проведе недељу опуштајући се, играјући голф и уживајући у доброј храни и вину. Међутим, на велико Мајлсово запрепашћење, Џек жели још једну сексуалну везу пре него што отпочне породични живот. У земљи вина, пар вечера у The Hitching Post II. Џек види да је Маја, конобарица са којом се Мајлс случајно упознао, заинтересована за Мајлса; Мајлс мисли да је само пословично пријатељски настројена. Џек лаже Мају да је Мајлсов рукопис прихваћен за објављивање, иако се тек разматра. На дегустацији вина следећег дана, Џек договара двоструки састанак са послужитељком вина по имену Стефани, која се такође упознала са Мајом.
Током састанка, Мајлс се напије и телефонира Викторији, својој бившој жени, након што је сазнао од Џека да се поново удала и да ће довести свог новог мужа на Џеково венчање. Два пара одлазе у Стефанин дом, где она и Џек одлазе у њену спаваћу собу да би имали секс. Мајлс и Маја се повезују кроз заједничко интересовање за вино, а Мајлс је неспретно љуби. Док одлазе одвојено, Мајлс јој даје копију свог рукописа, за који је Маја раније изразила интересовање да прочита.
Џек тврди да се заљубио у Стефани и каже Мајлсу да жели да се пресели у долину Санта Инез како би јој био ближе. Након што су провели време са Џеком и Стефани у винаријама и на пикнику, Мајлс и Маја се враћају у њен стан и имају секс. Следећег дана, Мајлс случајно спомене да се Џек жени. Згрожена непоштењем мушкараца, Маја оставља Мајлса.
Џек и Мајлс одлазе у винарију коју Мајлс сматра лошијом. Након што је од свог књижевног агента чуо да је његов рукопис одбијен, узнемирени Мајлс досађује точиоцу да му до краја пуни вино. Када сервер одбије, Мајлс има испад. Џек интервенише и вози Мајлса назад у мотел. По доласку, Стефани прилази Џеку знајући за његову веридбу и разбија Џеку нос својом мотоциклистичком кацигом, вриштећи да су је лагали. Мајлс води Џека у хитну и оставља Маји говорну поруку са извињењењем и признаје да његова књига неће бити објављена. Те ноћи, Џек се дружи са конобарицом по имену Ками, упркос Мајлсовим протестима. Касније се Џек враћа у мотел наг, пошто га је њен муж ухватио у сексу са Ками. Џек моли Мајлса да му помогне да поврати новчаник који садржи бурме урађене по мери. Мајлс се ушуња у кућу, где открива да Ками и њен муж имају секс. Мајлс узима новчаник и бежи, једва бежећи од голог и бесног мужа.
Џек намерно забија Мајлсов ауто у дрво тако да изгледа као да је сломио нос у несрећи. Пар се враћа у вереничин дом, где је Џека срдачно примљена од стране породице.
Након церемоније венчања, Мајлс наилази на своју бившу жену Викторију и упознаје њеног новог мужа Кена. Викторија каже Мајлсу да је трудна. Мајлс бежи пре пријема, возећи се назад у свој стан у Сан Дијегу. Сам, пије своје цењено вино, Шато Шевал Блан из 1961. године, из шоље за једнократну употребу од стиропора у ресторану брзе хране. Мајлс се враћа рутини наставе у школи. Једног дана добија говорну пошту од Маје, која каже да јој се допао његов рукопис и позива га да посети. Мајлс се враћа у земљу вина и куца на Мајина врата.

## Одабране улоге
- Пол Џијамати као Мајлс Рејмонд
- Томас Хејден Черч као Џек Кол
- Вирџинија Медсен као Маја Рендал
- Сандра Ох као Стефани
- Мерилуиз Берк као гђа. Рејмонд, Мајлсова мајка
- Џесика Хехт као Викторија Кортланд
- Ли Брукс као Кен Кортланд

## Утицај на индустрију вина
Филм је привукао пажњу на и повећао туризам у винородном региону долине Санта Инез на централној обали Калифорније. Током филма, Мајлс с љубављу говори о црном вину, сорти пино ноар, док оцрњује мерло. Након што је филм објављен у САД у октобру 2004. године, продаја мерлоа је опала за 2%, док је продаја црног пиноа порасла за 16% у западном делу САД. Сличан тренд се десио у британским винским продајним местима.
Студија из 2009. коју је спровео Универзитет Сонома Стате открила је да је филм успорио раст обима продаје мерлоа и проузроковао пад његове цене, али главни ефекат филма на америчку винску индустрију био је пораст обима продаје и цене пино црног и укупног вина. потрошња.
Студија из 2022. у Journal of Wine Economics открила је да је Странпутице узроковао смањење потражње за мерлоом и повећање потражње за пиноом, што је навело велике винаре да узгајају пино ноар на земљи лошег квалитета и мешају ту врсту са другим врстама узгојеним у висококвалитетним областима, само да би се задовољила потражња, што на крају доводи до лошијих пинотноар вина.

### SidewaysПино Ноaр
Године 2013, Рек Пикет, аутор романа на којем је базиран филм, објавио је свој пино ноар под називом Le Plus Ultra. Године 2020. издао је пино ноар под називом Sideways.
Оригинални албум са музиком из филма садржи 15 џез инструментала које је компоновао и продуцирао Ролф Кент, а оркестрирао и аранжирао је Тони Блондал. Албум је био номинован за награду Златни глобус за најбољу оригиналну музику, а музика се показала толико популарном да је била потражња за националном турнејом. На крају је неколико градова изабрано за наступ јер је композитор био превише заузет да би се обавезао на више. Романтични лајтмотив који деле Мајлс и Маја је извод из Симбиозе Клауса Огермана и Била Еванса.
1. "Asphalt Groovin'"  – 4:00
2. "Constantine Snaps His Fingers"  – 3:03
3. "Drive!"  – 3:56
4. "Picnic"  – 2:15
5. "Lonely Day"  – 1:40
6. "Wine Safari"  – 2:13
7. "Miles' Theme"  – 2:59
8. "Los Olivos"  – 2:43
9. "Chasing the Golfers"  – 3:03
10. "Walk to Hitching Post"  – 2:32
11. "Abandoning the Wedding"  – 3:25
12. "Slipping Away As Mum Sleeps"  – 1:00
13. "Bowling Tango"  – 0:49
14. "I'm Not Drinking Any #@%!$ Merlot!"  – 1:13
15. "Miles And Maya"  – 2:26

## Пријем
На агрегатору рецензија Rotten Tomatoes, Страмшитоце има позитивну оцену од 97% на основу 233 рецензије и просечну оцену 8,5/10. Критички консензус веб-сајта гласи: „Шармантан, промишљен и често смешан, Странпутице је дефинитивно зрела комедија пуна одличних изведби. На Метакритик-у, филм има просечну оцену од 94 од 100, на основу 42 критике, што указује на „универзално признање“. Публика коју је анкетирао CinemaScore дала је филму просечну оцену „Б“ на скали од А+ до Ф. Тајм аут је описао филм као „интелигентан, забаван и дирљив“, а Роџер Иберт из Chicago Sun-Times дао му је четири од четири звездице, написавши да „оно што се деси током седам дана представља најбоља хумана комедија године – комедија, јер је смешна, а људска, јер је изненађујуће дирљива.“
Са изузетком Џијаматија, који је већ глумио у хваљеном филму Амерички сјај (2003), филм је за друге глумце био искорак у каријери. Черч и Медсен су били номиновани за награду Удружења филмских глумаца, Златни глобус и Оскара за своје улоге, освојивши награду Удружења филмских критичара емитовања и награду Спирит за своје категорије. Магазин Тајм је описао Џијаматија као "најбољег глумца на свету". Године 2005. Сандра Ох је наставила да глуми у медицинској драми АБЦ Увод у анатомији, за коју је освојила две награде Удружења филмских глумаца и једну награду Златни глобус.
Сидеваис је заузео 494. место на Емпиреовој ' 500 најбољих филмова свих времена 2008. Тотал Филм ставио је Странпутице на своју листу 100 најбољих филмова свих времена. У 2013, Удружење писаца Америке је такође сврстало свој сценарио као 90. највећи икада написан.

## Позоришне и музичке адаптације
У 2019. је објављено да је планирано да Сидеваис буде адаптиран за сценски мјузикл. Очекује се да ће Кетлин Маршал бити редитељ и кореограф за мјузикл, који је имао за циљ да проба на пролеће или лето 2020. на регионалном месту пре Бродвеја . Мјузикл ће имати књигу Рекса Пикета и музику Ентонија Лија Адамса.
Представа коју је аутор Рек Пикет адаптирао из романа Sideways је постављена у више позоришта у САД и Уједињеном Краљевству.
Поред мјузикла, објављено је да је Пикет написао сценарије засноване на своја два наставка Sideways који су већ штампани, Vertical и Sideways 3 Chile.

## Признања
Од 2022. године, Пејн и Тејлор су једина двоје сценариста који су икада освојили најређа достигнућа позната као награде критичара „Велика четворка“ (ЛАФЦА, НБР, НИФЦЦ, НСФЦ), поред освајања Оскара, Глобуса, БАФТА, ВГА и друге награде за филм.

## Јапански римејк
Фок Интернатионал Продуцтионс и Фуји ТВ објавили су римејк филма на јапанском језику у октобру 2009, サイトウェイス, који се на Ромаџију често приказује као Saidoweizu. Режију филма потписује Целлин Глуцк, а главне улоге тумаче Кацухиса Намасе, Фумијо Кохината, Кјока Сузуки и Ринко Кикучи, а музику је компоновао и изводио виртуоз укулеле родом са Хаваја Џејк Шимабукуро.
Римејк помера радњу филма у долину Напа. Иако је наведен као извршни продуцент, Пејн није био укључен у римејк, иако му је дао свој благослов. Ђамати је одбио позив да се појави у неодређеној камео у филму.

## Могући наставак
Пикет је написао наставак свог романа Вертикала 2011. године, пратећи Мајлса и Џека на путовању у Орегон са Мајлсовом мајком. Пејн је одбио да размотри наставак филма. Searchlight Pictures поседује права на ликове, али Пејнова незаинтересованост чини филм незанимљивим за реализацију за Фокс.